# Frédéric Vasseur
Frédéric Vasseur (ur. 28 maja 1968 w Draveil) – francuski inżynier i szef zespołu Formuły 1 Scuderia Ferrari od 2023 roku, twórca i prezes zespołów wyścigowych ART Grand Prix i Spark Racing Technology. Był szefem zespołów Formuły 1: Renault (2016–2017), Alfa Romeo Sauber F1 Team (2017) i Alfa Romeo F1 Team Orlen (2019–2022).

## Życiorys
W 1995 roku ukończył inżynierię lotniczą w Wyższej Szkole Techniki Lotniczej i Budowy Samochodów (oryg. fr. École Supérieure des Techniques Aéronautiques et de Construction Automobile, ESTACA) w Paryżu. 

### ASM Formule 3
W trakcie studiów, od 1992 roku był zaangażowany w pracę nad silnikami samochodów wyścigowych Formuły 3 dla Renault. W 1996 roku, we współpracy z Renault, założył własny zespół wyścigowy ASM Formule 3, który startował we Francuskiej Formule 3. W 1998 roku kierowca jego zespołu, Belg David Saelens zdobył mistrzostwo tej serii, a później sukces powtórzył Francuz Tristan Gommendy w sezonie 2002. Po wycofaniu się Renault z Formuły 3 podpisał porozumienie o partnerstwie z Mercedesem. W 2003 roku zespół wystartował w Formule 3 Euro Series. W latach 2004–2009 zespół ASM wygrał 51 z 80 wyścigów. 

### Przekształcenie ASM w ART Grand Prix
Wraz z Nicolasem Todtem utworzył zespół ART Grand Prix, który zdobył sześć tytułów mistrzowskich GP2 w klasyfikacji generalnej zespołów oraz trzy w klasyfikacji generalnej kierowców. W 2010 i 2011 roku zespół zdobył dwa tytuły w klasyfikacji konstruktorów i kierowców w GP3. W październiku 2012 roku utworzył Spark Racing Technology. 

### Formuła E
W 2012 roku założył Spark Racing Technology, której celem jest rozwój hybrydowego i elektrycznego układu przeniesienia napędu. Firma podpisała kontrakt z FIA na stworzenie 40 podwozi do nowopowstałej serii wyścigowej Formuły E.

### Formuła 1
W 2016 roku został szefem zespołu Renault w Formule 1. W 2017 roku zrezygnował ze stanowiska. W lipcu został szefem zespołu Sauber.
W sezonie 2023 objął funkcję szefa zespołu Formuły 1, Scuderia Ferrari po Matti Binotto.

### Życie prywatne
Ma żonę i czworo dzieci.